# Stegastes fuscus
O Stegastes fuscus Cuvier (popularmente maria-mole) é um peixe da família Pomacentridae endêmico da Província Brasileira. Também é chamado popularmente de peixe-donzela, donzela-café, donzela-brasileira e querê querê denominação dada também a outras espécies de Stegastes. Apresenta hábitos diurnos e é geralmente encontrado em lugares rasos.. Os peixes dessa espécie não atingem um tamanho considerável em comparação com outros herbívoros de recifes. 
Normalmente são pequenos, chegando a ter até 20 cm de comprimento, são achatados lateralmente e, por apresentarem variação de cor durante as fases da vida, são muito utilizados em aquários, devido à coloração azul-brilhante quando jovem. O corpo cinza-azulado com pontos azul-brilhante no dorso e duas manchas circulares escuras (uma no final da nadadeira dorsal e outra no pedúnculo). Os adultos possuem uma cor marrom-escuro uniforme e com pequenos pontos azuis no topo da cabeça, dando uma leve coloração arroxeada

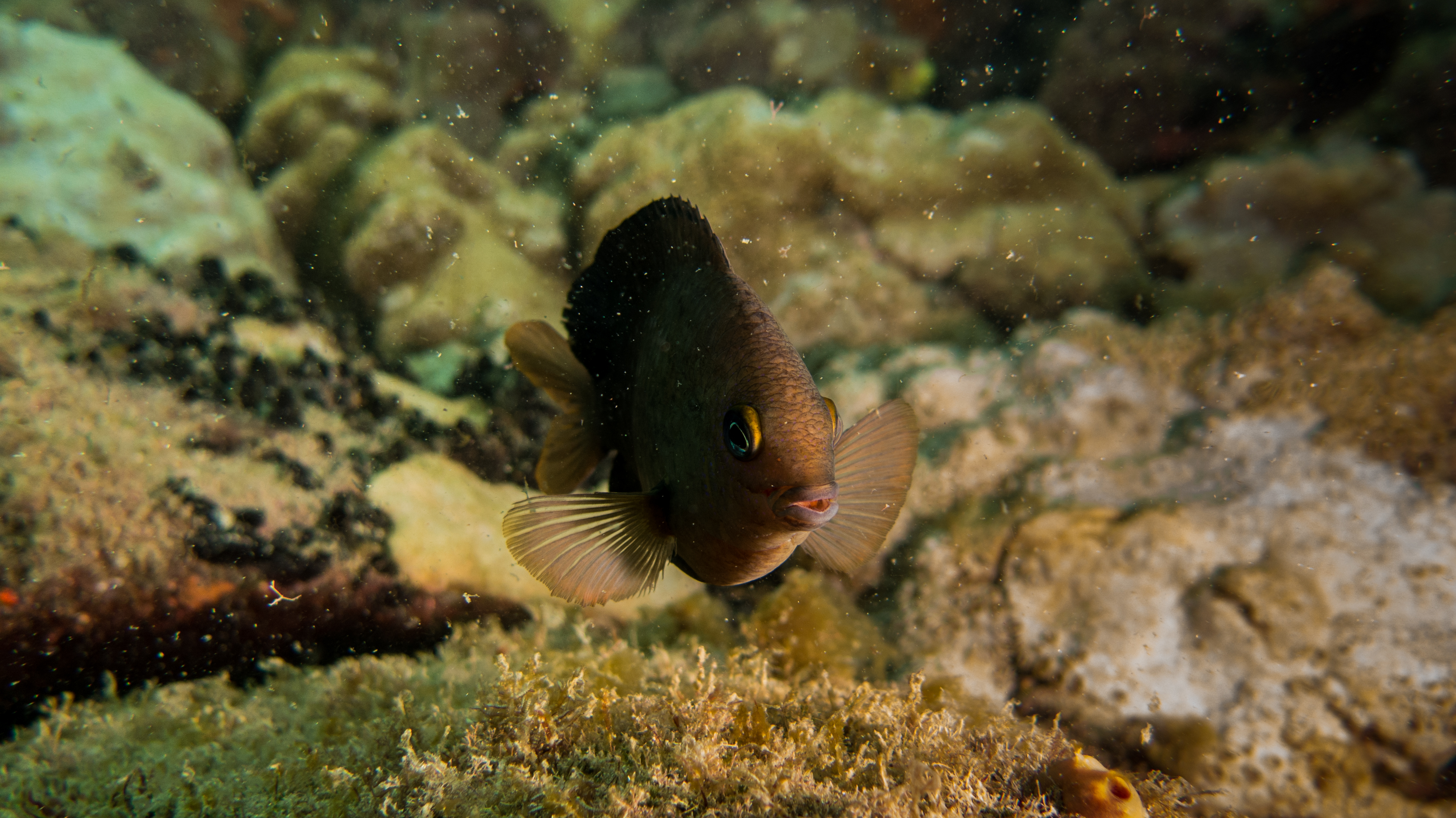
Donzela (Stegastes fuscus), foto subaquática tirada na Estação Ecológica de Tamoios, Rio de Janeiro

O peixe-donzela comum, Stegastes fuscus, possui uma ampla distribuição na costa brasileira, desde ambientes tropicais até subtropicais. No Brasil, tem como limite norte de distribuição o estado do Rio Grande do Norte e limite sul o estado de Santa Catarina, sendo bastante abundante na 2 maioria dos ambientes recifais costeiros. A espécie habita águas rasas e é considerada altamente territorialista.
A maioria das espécies de pomacentrídeos são consideradas herbívoras territoriais, mas podem apresentar também hábito onívoro ou planctívoro, muitas vezes, são os herbívoros dominantes em recifes de corais. 70% do alimento consumido são algas, principalmente algas vermelhas, filamentosas, mas algumas algas calcárias também são consumidas. 
O Stegastes fuscus é uma espécie territorialista, muitas vezes protegendo as suas fontes de alimento mais do que locais de reprodução ou abrigo. Estudos mostram que quanto maior a disponibilidade de alimento, mais agressivo a espécie se tornava, afugentando peixes maiores que ele, ou até mesmo outro da sua espécie para garantir alimento, sendo uma espécie solitária. Os peixes-donzela adultos, que habitam territórios mais centrais e com mais qualidade, exercem dominância, gastando mais tempo em perseguições para expulsar outros peixes do seu território. Já os jovens, que costumam a habitar mais a periferia dos territórios, gastam mais tempo se protegendo de predadores do que sendo agressivos, pois não possuem grandes chances de vencerem um confronto com indivíduos maiores
Em muitos estudos, as fêmeas são encontradas em maior quantidade. Os machos, são responsáveis por cuidarem dos ovos antes e após a desova, para isso, fazem ninhos com o objetivo de afastar predadores e fêmeas indesejáveis, além de fazer a limpeza do ninho e retirar os ovos inviáveis. Essas responsabilidades ocupam uma boa parte do tempo do macho, por causa disso, eles ficam expostos a uma maior predação por peixes maiores, fazendo com que as fêmeas sejam encontradas com maior facilidade. Podem ser encontradas modificações marcantes nas gônadas dos peixes no período reprodutivo, e a fonte de nutrientes necessários para a maturação dos ovócitos e o desencadeamento da reprodução nos peixes vem da alimentação vem da alimentação. Os peixes-donzela apresentam uma reprodução demersal, o que significa que seus ovos possuem propriedades aderentes e são depositados no fundo dos recifes, sendo protegidos até a eclosão. 

## =Ligações externas
- Revista Brasileira de Zoologia, Biologia reprodutiva do peixe-donzela, Stegastes fuscus Cuvier, em arrecifes rochosos no nordeste do Brasil, ISSN: 0101-8185